# Скивертон, Терри
Терри Джон Скивертон (англ. Terence John Skiverton; 26 июня 1975, Дисс, Англия) — английский футболист, выступавший на позиции защитника, наиболее известный по выступлениям за «Йовил Таун». Всего за клуб Терри сыграл более 300 игр. Ныне — ассистент главного тренера клуба «Уимблдон».

## Карьера
Скивертон родился в Майл-Энде, Лондон, и начал свою карьеру в качестве игрока «Челси», но, тем не менее, никогда не играл за первую команду. Побывав в аренде в Норвегии в клубе «Саннефьорд» в 1995 году в первом дивизионе, а затем в английском «Уиком Уондерерс». После аренды, он перешел в «Уиком Уондерерс» на постоянной основе в 1996 году, а через год покинул футбол лиги, чтобы присоединиться к «Уэллинг Юнайтед».
Он присоединился к «Йовилу» из Уэллинга в 1999 году и был ключевым игроком клуба, играя в центре обороны, когда они вышли из Футбольной Конференции в Футбольную лигу.